# Stelletta aeruginosa
Stelletta aeruginosa är en svampdjursart som beskrevs av Carter 1886. Stelletta aeruginosa ingår i släktet Stelletta och familjen Ancorinidae.
Artens utbredningsområde är havet kring Australien. Inga underarter finns listade i Catalogue of Life.